# Xenotosuchus
Xenotosuchus es un género extinto de temnospóndilos que vivieron a finales del período Triásico en lo que hoy es África del Sur.